# ポスト (南アフリカ)
ポスト（英語: Post）は、南アフリカ共和国の新聞である。

## 概要
クワズール・ナタール州エテクウィニ都市圏（ダーバン）を拠点に発行している英字新聞。
アイルランドのダブリンに本社を置く新聞会社であるインディペンデント・ニュース&メディアによって運営されている。
2006年6月時点で、購読数は340,000である。